# پاتریک پوزیپال
پاتریک پوزیپال (انگلیسی: Patrick Posipal؛ زادهٔ ۳ مارس ۱۹۸۸) بازیکن فوتبال اهل آلمان است.
از باشگاه‌هایی که در آن بازی کرده‌است می‌توان به باشگاه فوتبال هامبورگ اشاره کرد.